# تشارلز إليس
تشارلز إليس (بالإنجليزية: Charles Ellis)‏ (9 أغسطس 1830 - 17 يناير 1880 في المملكة المتحدة) هو لاعب كريكت بريطاني (وحمل سابقاً جنسية المملكة المتحدة لبريطانيا العظمى وأيرلندا).